# جعفر سمیعی
جعفر سمیعی زفرقندی (زادهٔ ۱۰ مرداد ۱۳۶۱ در ظفرقند) مدیر ورزشی ایرانی است. او سابقه مدیر عاملی باشگاه پرسپولیس را داشته‌ است.
وی از تیر ۱۴۰۱ تا آذر ۱۴۰۲ به عنوان مشاور و رئیس حوزه مدیرعامل گروه صنعتی ایران خودرو فعالیت کرد. جعفر سمیعی سابقه مدیریت حراست شهرداری تهران و مدیر کل حراست وزارت ورزش و جوانان را در کارنامه خود دارد که بنا به صلاح دید وزارت ورزش به عنوان مدیرعامل باشگاه پرسپولیس منصوب شده بود و عملکرد قابل قبولی در باشگاه پرسپولیس داشت.
از جعفر سمیعی در دولت سیزدهم بعد از استعفای سید حمید سجادی وزیر ورزش و جوانان به عنوان یکی از کاندیدای وزارت خانه نامبرده می‌شد که در نهایت کیومرث هاشمی به عنوان وزیر انتخاب گردید.

## پیشینه کاری
او که جایگزین مهدی رسول‌پناه در پرسپولیس شده مانند ایرج عرب پیش از حضور در باشگاه پرسپولیس مدیرکل حراست ورزش و جوانان بوده‌است.
سمیعی، زمانی به عنوان مشاور شهردار و رئیس کل حراست شهرداری تهران منصوب شده‌بود و سابقه فعالیت در شهرداری پایتخت را نیز دارد.
سمیعی در حالی مدیرکل حراست وزارت ورزش و جوانان بود که جایگزین محمدجواد عباباف شده بود و این فرد نیز پس از خروج ایرج عرب و حضور در باشگاه پرسپولیس به این سمت رسیده بود.
سمیعی از مدیران جوان ورزش کشور است که پیش از این مشاور وزیر و مدیرکل حراست وزارت ورزش و جوانان بود و در کارنامه خود مدیریت امنیتی و انتظامی فدراسیون فوتبال، مشاور شهردار تهران و مدیریت در وزارت کشور و سازمان سنجش را دارد.
اطلاعاتی
این مقام امنیتی، از اعضای هیئت رئیسه «کمیته پدافند غیرعامل وزارتخانه‌ها و نهادهای حاکمیتی» جمهوری اسلامی ایران است.

## مدیرعاملی باشگاه فوتبال پرسپولیس
پس از استعفای مهدی رسول‌پناه از سرپرستی باشگاه پرسپولیس در نهایت در روز ۸ آبان ۱۳۹۹ اعضای هیئت مدیره این باشگاه در محل وزارت ورزش و جوانان تشکیل جلسه دادند و در نهایت جعفر سمیعی را به عنوان مدیرعامل باشگاه انتخاب کردند.
سمیعی که مدیر حراست وزارت ورزش است در حالی برای این سمت انتخاب شد که از علیپور و درویش هم به عنوان دیگر گزینه‌های مدیریت یاد می‌شد. وی پس از دریافت مدیرعاملی، ابراهیم شکوری را به عنوان معاون اجرایی باشگاه پرسپولیس منصوب کرد. وی به صورت همزمان سرپرست حراست ورزش و جوانان نیز می‌باشد.

## مشاور و رئیس حوزه مدیرعامل گروه صنعتی ایران خودرو
جعفر سمیعی در تاریخ ۹ تیر ۱۴۰۱ توسط مهدی خطیبی مدیرعامل وقت ایران خودرو به عنوان مشاور و رئیس حوزه مدیرعامل گروه صنعتی ایران خودرو منصوب گردید. وی در تاریخ ۲۰ آذر ۱۴۰۲ از سمت خود برکنار و جای خود را به امیر چراغعلی داد.

## دستاوردها به عنوان مدیرعاملیپرسپولیس
- لیگ قهرمانان آسیا:
  - نایب‌قهرمان: ۲۰۲۰
- لیگ برتر:
  - قهرمان: ۱۴۰۰–۱۳۹۹
- سوپر جام:
  - قهرمان: ۱۳۹۹